# Abbas Ahmed Khamis
Abbas Ahmed Khamis (sinh ngày 13 tháng 6 năm 1983) là một cầu thủ bóng đá đến từ Bahrain. Anh thi đấu cho câu lạc bộ Bahrain Al-Ahli Manama, và từng thi đấu ở Đội tuyển bóng đá quốc gia Bahrain. Anh là một phần của đội tuyển Bahrain tại Cúp bóng đá châu Á 2007 và 2011.